# Alicia Rodríguez (atriz)
Alicia Rodríguez (Santiago, 21 de maio de 1992) é uma atriz chilena.

## Primeiros anos
Alicia nasceu em 21 de maio de 1992 em Santiago, Chile.  Sua mãe, Juana Díaz é uma estilista e seu pai, Isidro Rodríguez, violinista. Seus pais se separaram quando ela era pequena.  Ela estudou parte de sua infância na Escola Waldorf, mas depois mudou-se para uma escola tradicional chamada Ruben Dario.  Ela também é sobrinha do diretor de fotografia Gabriel Díaz e prima da atriz Begoña Basauri.

## Carreira
Conseguiu seu primeiro papel no filme Christmas, estreando em Cannes aos 17 anos. Ele também participou dos filmes: La vida de los peces, de Matías Bize, Gatos viejos, de Sebastián Silva e Pedro Peirano, e Bonsai, de Cristián Jiménez. Em 2012, estrelou o aclamado Young & Wild, de Marialy Rivas, vencedor do prêmio de melhor roteiro no Festival de Sundance.
Em 2015, obteve seu primeiro papel em uma série de tv em La Poseída, produzida pela emissora chilena TVN.

## Filmografia

### Filme
| Ano  | Titulo                            | Papel           | Notas |  |
| ---- | --------------------------------- | --------------- | ----- |  |
| 2009 | Navidad                           | Alicia          |       |  |
| 2009 | Trekking                          | Filha           |       |  |
| 2010 | La vida de los peces              | Daniela         |       |  |
| 2010 | Gatos viejos                      | Valentina       |       |  |
| 2011 | Zoológico                         | Belén Villaseca |       |  |
| 2011 | Bonsái                            | Aluna           |       |  |
| 2011 | Quiebre espontáneo de la simetría | Fran            |       |  |
| 2012 | Joven y alocada                   | Daniela Ramírez |       |  |
| 2015 | Vacaciones en familia             | Camila Kelly    |       |  |
| 2017 | La familia                        | Paula           |       |  |

### Televisão
| Ano  | Titulo                            | Papel            | Notas                                    |
| ---- | --------------------------------- | ---------------- | ---------------------------------------- |
| 2011 | 12 días que estremecieron a Chile | Francisca        | Episódio: "La rebelión de los pingüinos" |
| 2014 | Sudamerican Rockers               | Rosario          | Episodio: 1.7                            |
| 2015 | La poseída                        | Vitalia Mackenna |                                          |
| 2018 | Bichos raros                      | Sabine           |                                          |
| 2019 | En Terapia                        | Sofía            | Episodio: 1.3                            |

### Videoclipe
| Ano  | Música         | Artista                             |
| ---- | -------------- | ----------------------------------- |
| 2012 | Los días       | Templeton                           |
| 2012 | Piedra angular | Fernando Milagros                   |
| 2013 | Un año de amor | Nerven&Zellen                       |
| 2015 | La Noche       | Fernando Milagros ft. Cer Marineros |